# Je vais mieux
Pour plus de détails, voir Fiche technique et Distribution.
Je vais mieux est un film français réalisé par Jean-Pierre Améris, sorti en 2017. Il a été présenté en première mondiale le 16 septembre 2017 au Festival du film français d'Helvétie.

## Synopsis
Un homme de cinquante ans doit chercher l'origine de son mal de dos subit.
D'après l'œuvre éponyme de David Foenkinos.

## Fiche technique
- Titre : Je vais mieux[2]
- Réalisation : Jean-Pierre Améris
- Scénario : d'après l'œuvre de David Foenkinos
- Photographie : Matthieu Poirot-Delpech
- Musique : Quentin Sirjacq
- Montage : Anne Souriau
- Agence de presse : B.C.G.
- Co-production : EuropaCorp
- Distribution  : EuropaCorp
- Genre : comédie
- Pays d'origine :  France
- Durée : 86 minutes
- Dates de sortie :
  - France : 30 mai 2018[3]
  - Suisse : 16 septembre 2017 (Festival du film français d'Helvétie) ; 30 mai 2018 (Suisse romande)
  - Belgique : 30 mai 2018

## Distribution
- Éric Elmosnino : Laurent
- Ary Abittan : Edouard
- Alice Pol : Pauline
- Judith El Zein : Elise
- François Berléand : Audibert
- Lise Lamétrie : la mère de Laurent
- Henri Guybet : le père de Laurent
- Maud Baecker : Mathilde
- Valérie Decobert : Sylvie
- Sabine Pakora : La prostituée
- Norbert Ferrer : serveur café
- Jean-Yves Chatelais : le maire
- Sacha Bourdo : Vassilis

## Distinctions
Prix Spécial du Jury au Festival international du film de comédie de Liège en 2017.